# Chi Lúa
Chi Lúa (danh pháp khoa học: Oryza) là một chi của 15-20 loài thuộc họ Hòa thảo (Poaceae) và nằm trong phân họ Oryzoideae, có nguồn gốc ở các khu vực nhiệt đới và cận nhiệt đới của châu Á và châu Phi. Chúng là các loài cây cao, ưa sống ở những vùng ẩm ướt, có thể cao từ 1–2 m. Chi này bao gồm cả những loài sống lâu năm và một năm.
Một loài, lúa tẻ (O. sativa) đóng góp 20% số ngũ cốc trên thế giới, là cây lương thực có tầm quan trọng toàn cầu.

## Phân loài
Có hơn 300 danh pháp đã được đề xuất cho các loài, phân loài và các loài khác trong chi. Các nguồn đã công bố không thống nhất về việc có bao nhiêu trong số này nên được công nhận là loài riêng biệt. Các loài dưới đây được ghi theo World Checklist maintained do Kew Garden ở London thực hiện.
- Oryza australiensis Domin (EE) – Australia
- Oryza barthii A.Chev. (AA) – tropical Africa
- Oryza brachyantha A.Chev. & Roehr. (FF) – tropical Africa
- Oryza coarctata Roxb. (KKLL) – India, Pakistan, Bangladesh, Myanmar
- Oryza eichingeri Peter (CC) – tropical Africa, Sri Lanka
- Oryza glaberrima Steud. (AA) - Lúa châu Phi hạt đỏ – tropical Africa
- Oryza grandiglumis (Döll) Prodoehl (CCDD) – Brazil, Venezuela, Fr Guiana, Colombia, Peru, Bolivia
- Oryza latifolia Desv. (CCDD) – Latin America + West Indies from Sinaloa + Cuba to Argentina
- Oryza longiglumis Jansen (HHJJ) – New Guinea
- Oryza longistaminata A.Chev. & Roehr. (AA) – Madagascar, tropical + southern Africa
- Oryza meyeriana (Zoll. & Moritzi) Baill. (GG) – China, Indian Subcontinent, Southeast Asia
- Oryza minuta J.Presl (BBCC) – Himalayas, Southeast Asia, New Guinea, Northern Territory of Australia
- Oryza neocaledonica Morat (GG) – New Caledonia
- Oryza officinalis Wall. ex Watt (CC) – China, Indian Subcontinent, Southeast Asia, New Guinea, Australia
- Oryza punctata Kotschy ex Steud. (BB) – Madagascar, tropical + southern Africa
- Oryza ridleyi Hook.f. (HHJJ) – Southeast Asia, New Guinea
- Oryza rufipogon Griff. (AA) - Lúa gié hoang – brownbeard or red rice – China, Indian Subcontinent, Southeast Asia, New Guinea, Australia
- Oryza sativa L. (AA) - Lúa tẻ – China, Indian Subcontinent, Japan, Southeast Asia; naturalized many places
  - Oryza sativa var. glutinosa - Lúa nếp (hay Oryza glutinosa Lour.)
- Oryza schlechteri Pilg. (HHKK) – New Guinea

## Hình ảnh

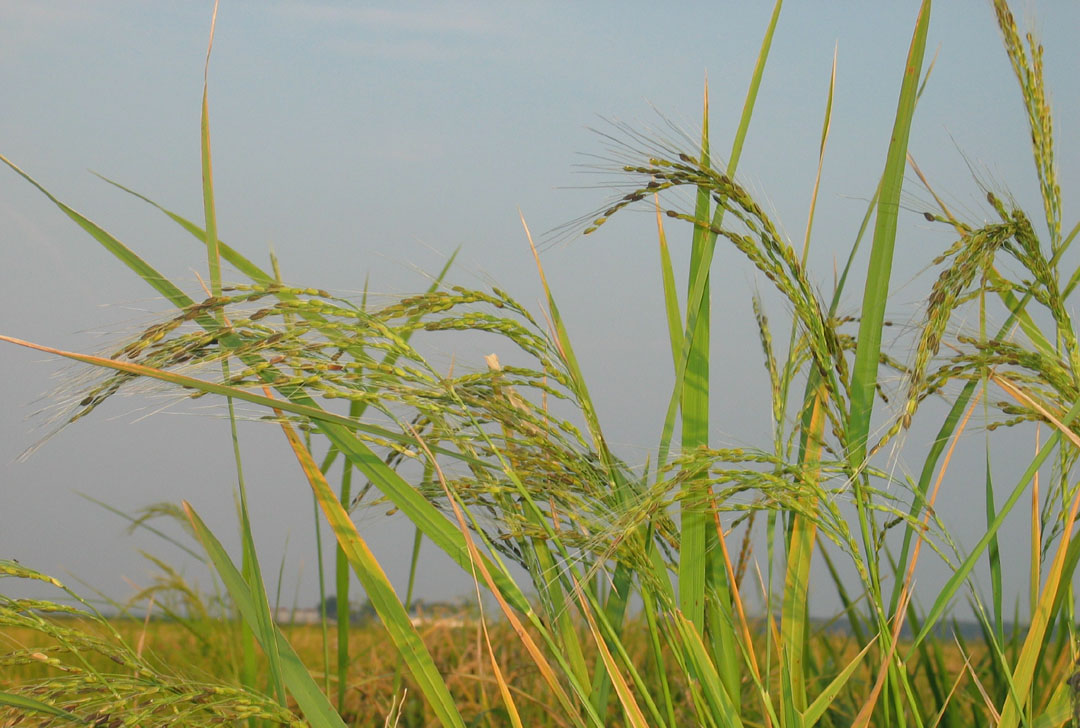
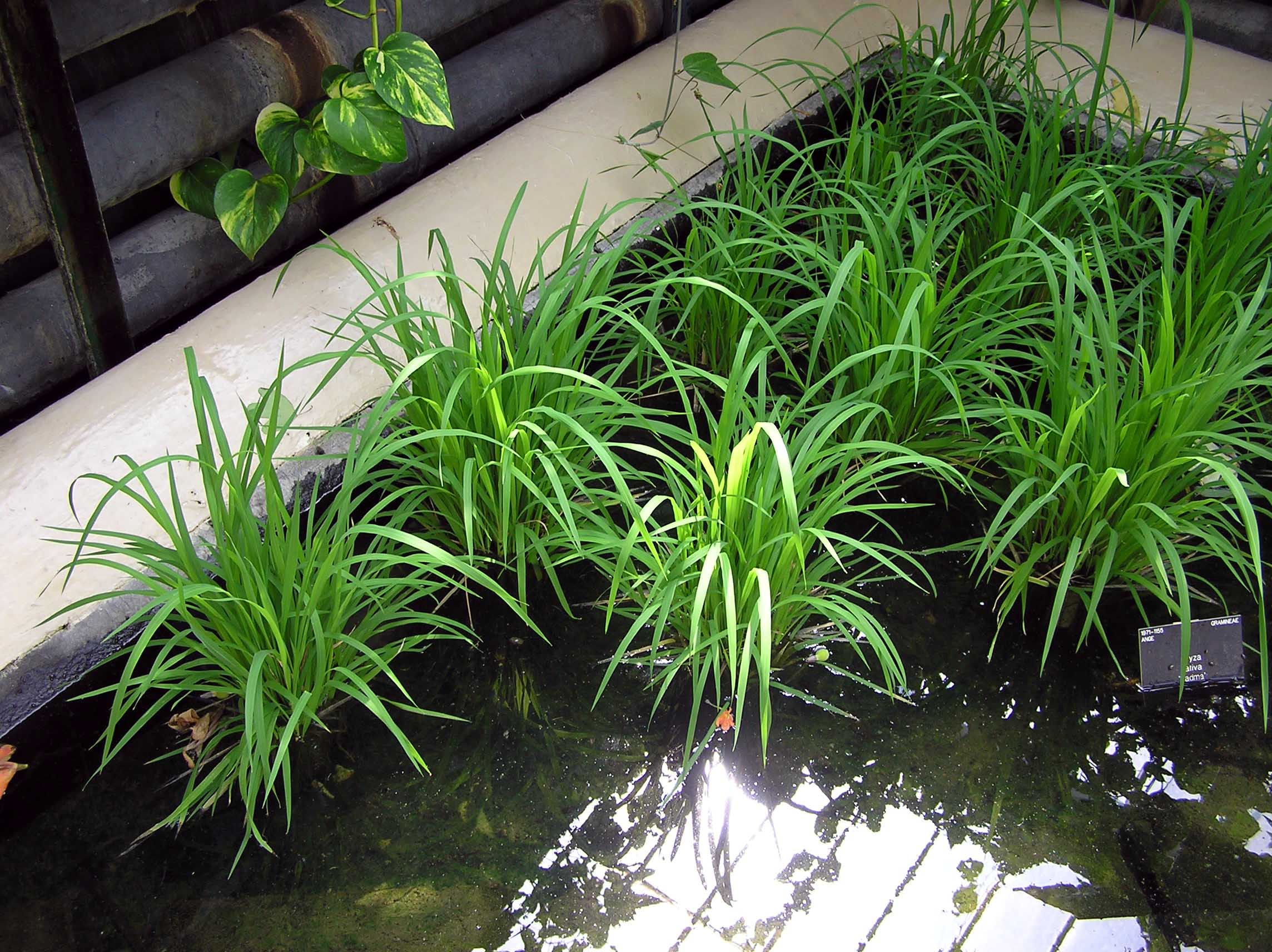
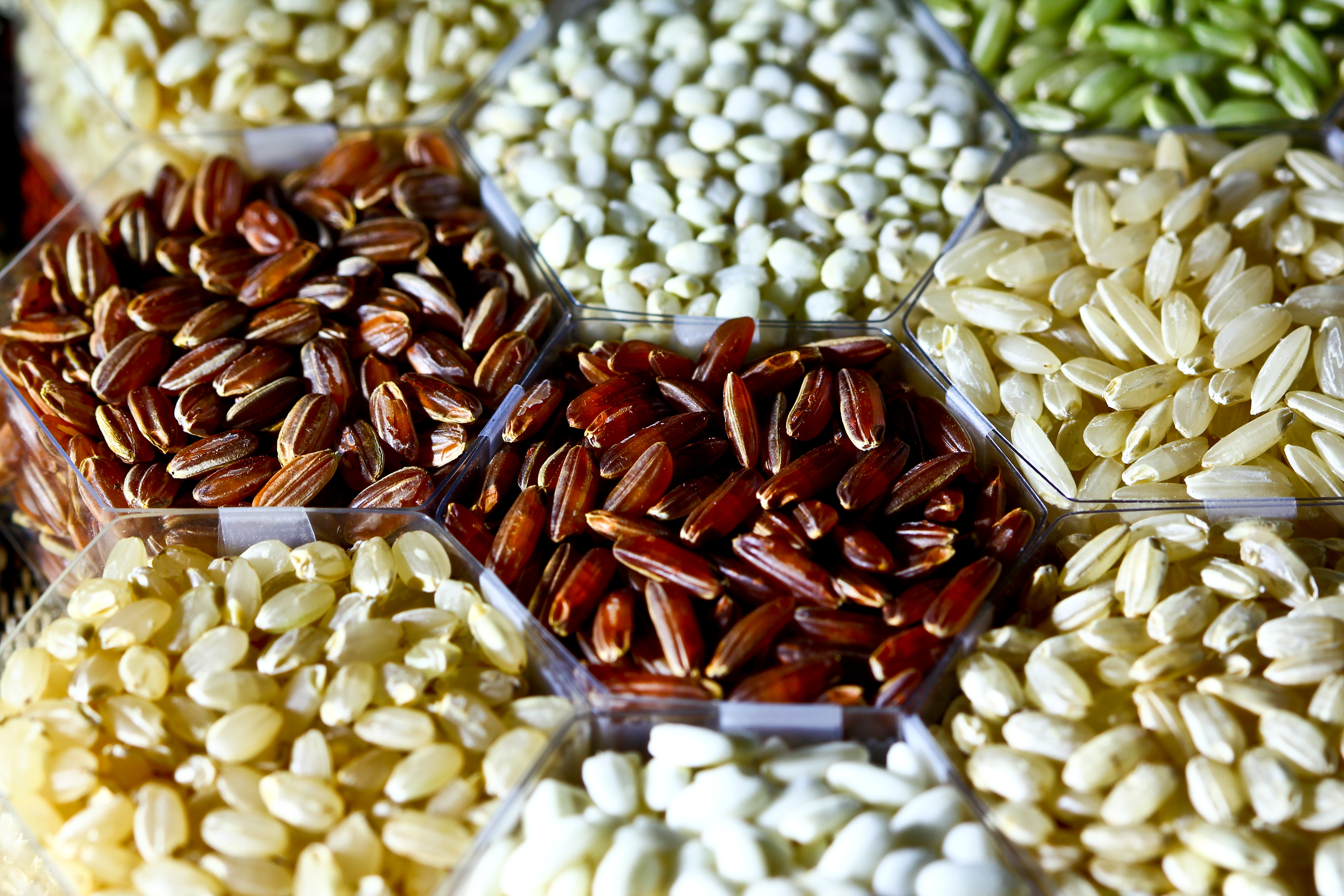
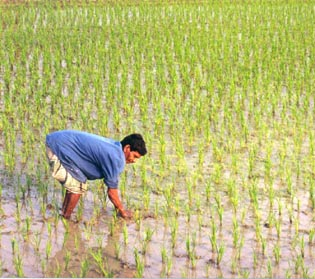